# Aulacocyclus collaris
Aulacocyclus collaris is een keversoort uit de familie Passalidae. De wetenschappelijke naam van de soort is voor het eerst geldig gepubliceerd in 1896 door Blackburn.